# Emiliano Mercado del Toro
Emiliano Mercado del Toro (Cabo Rojo, 21 augustus 1891– Isabela, 24 januari 2007) was een Puerto Ricaan die van 11 december 2006 tot zijn dood officieel de oudste levende persoon ter wereld was. Hij volgde daarmee de 116-jarige Amerikaanse Elizabeth Bolden op. 
De bijzondere situatie deed zich voor dat de oudste levende persoon nu eens geen vrouw was, maar een man. Hij was al twee jaar lang de oudste man ter wereld sinds de dood van de bijna 114-jarige Amerikaan Fred Hale op 20 november 2004, en tevens was hij de tweede man ooit die de leeftijd van 115 bereikte (officieel: volledig gevalideerd), na de naar de VS uitgeweken, maar in Denemarken geboren Christian Mortensen. In 2012 bereikte de Japanner Jiroemon Kimura als derde man ooit deze leeftijd. Laatstgenoemde zou Mortensen onttronen als oudste man ter wereld ooit, ook de oudste mens ter wereld worden en zelfs de 116 jaar nog halen vooraleer hij overleed in 2013.
Mercado del Toro was een veteraan uit de Eerste Wereldoorlog, en vanzelfsprekend was hij dan ook de oudste ooit. Hij is nooit getrouwd geweest en had ook geen kinderen.